# Victor Moses
Victor Moses (Kaduna, 1990. december 12.) nigériai válogatott labdarúgó, a Luton Town játékosa. Moses több poszton is jól játszik, de általában bal szélsőként van jelen a pályán. Válogatottban először az Angol U16-os fiúk csapatában képviseltette magát, ami után az U17, az U19 és az U21-es csapat következett. Később úgy döntött, hogy a nigériai labdarúgó-válogatott-ban kezdi meg felnőtt válogatott karrierjét.

## Pályafutása

### Crystal Palace FC
Moses 11 éves korában Angliába költözött. A Stanley Technical High School-ba járt (amit ma Harris Academy-ként ismerünk)  South Norwoodban. Mindeközben a helyi Tandridge ligában játszott, ahol a Crystal Palace tehetségkutatói szemet vetettek rá. Nagyon lenyűgözte Moses játéka a felderítőket, ezért felajánlották neki, hogy az Eagles' akadémián játszhat és ezt el is fogadta.
Nem sokkal azután, hogy játszani kezdett az akadémiában azt javasolták neki, csatlakozzon a Whitgift iskolába Croydonban, ahol a korábbi Palace játékos Steve Kember és a Arsenal, Chelsea sztárja Collin Pates tanította a fiatalokat. Mindez annak reményében történt, hogy a jobb minőségű oktatás és felszerelés segítheti őt jobb játékossá fejlődni.
Először 14 éves korában emelkedett ki a többiek közül amikor is az U14-es korosztályban 50-szer talált be az ellenfél kapujába egy szezon alatt és 3 év alatt több mint 100 gólt szerzett amivel a Withgiftnek segített megnyerni az iskolai kupát és a nemzeti kupát, ahol 5 gólt szerzett a torna döntőjében a Healing iskola ellen Walkers Stadionban, Leicesterben.
A Championship-ben 2007 november 6-án debütált idegenben a Cardiff ellen.
A Palace-ban jól szerepelt ugyanis az első szezonjában három gólt szerzett és így jól beilleszkedett a csapatba. A következő szezonban 4 éves szerződést írt alá a Palace-szal azonban a következő szezonban nem ment neki mindig jól a játék és csak 2 gólt szerzett.

### Chelsea FC
2012 augusztus 23-án a Wigan elfogadta a Chelsea ötödik ajánlatát Mosesért 11.5 millió fontért négy sikertelen próbálkozás után. Ezzel Moses esélyt kapott, hogy megállapodjon a szerződését illetően a Chelsea vezetőségével. Augusztus 24-én a bejelentették a játékos érkezését. Első mérkőzését a Queens Park Rangers ellen csereként játszotta.
Első kezdőként lejátszott mérkőzésére a Ligakupában került sor a Wolverhampton ellen és a 71. perben meg is szerezte első gólját a Kékeknél. A Bajnokok Ligájában a Nordsjælland ellen léphetett pályára először. Október 31-én a meccs emberévé választották a Manchester United ellen 5-4-re megnyert Ligakupa mérkőzés után. Jó formáját folytatta és első Premier Ligában szerzett gólját három nappal az előző sikere után lőtte a Swansea-nak, a következő héten pedig a 93. percben csereként beállva győztes gólt fejelt Juan Mata beadása után a Shakhtar Donetsk-nek. 2013-as góljainak sorozatát 5 nappal az újévi ünneplés után szerezte egy Ligakupa mérkőzésen.
Hogy még egy versenysorozatban kiteljesedhessen, ezért a Rubin Kazan ellen az oda- és visszavágón is gólt szerzett, így segítve csapatát a következő fordulóba jutáshoz. Ezt a szép teljesítmény a Basel elleni elődöntőben is megismételte mindkét mérkőzésen.
Később a Benfica elleni döntőben nem lépett pályára, de mégis ünnepelhetett mivel egy késői góllal a Chelsea megnyerte a kupát. A Premier League-ben a 3. helyen végzett csapatával, amivel biztosították a következő évi Bajnokok Ligája-indulást.

### Liverpool FC
2013. szeptember 2-án 1 évre szóló kölcsönszerződést írt alá a "vörösökkel".

### Luton Town
2024. szeptember 10-én a Luton Town játékosa lett.

### Nigéria
Bár az angol utánpótlás-válogatottban szerepelt, felnőttként Nigériát választotta. 2011-ben többször is behívták, de a FIFA nem engedélyezte a játékát, egészen november 1-jéig, amikor is ő és Shola Ameobi megkapta az engedélyt.  Első gólját 2012. október 13-án szerezte a Libéria elleni ANK selejtezőn. A 2013-as ANK-n a győztes nigériai válogatottban 2 gólt szerzett, és a torna végén megkapta a Fair Play-díjat.

## Sikerei, díjai
- Afrikai Nemzetek Kupája-győztes (2013)
- Fair Play-díj (2013, ANK)
- Európa Liga-győztes (2013)

## Statisztika
Legutóbb 2020. július 28-án lett frissítve.
| Klub                         | Szezon         | League         | League | League | Nemzeti kkupa | Nemzeti kkupa | Ligakupa | Ligakupa | Nemzetközi kupa | Nemzetközi kupa | Egyéb | Egyéb | Összesen | Összesen |
| Klub                         | Szezon         | Bajnokság      | Mérk.  | Gólok  | Mérk.         | Gólok         | Mérk.    | Gólok    | Mérk.           | Gólok           | Mérk. | Gólok | Mérk.    | Gólok    |
| ---------------------------- | -------------- | -------------- | ------ | ------ | ------------- | ------------- | -------- | -------- | --------------- | --------------- | ----- | ----- | -------- | -------- |
| Crystal Palace               | 2007–08        | Championship   | 13     | 3      | 1             | 0             | 0        | 0        | —               | —               | 2     | 0     | 16       | R3       |
| Crystal Palace               | 2008–09        | Championship   | 27     | 2      | 3             | 0             | 2        | 0        | —               | —               | —     | —     | 32       | 2        |
| Crystal Palace               | 2009–10        | Championship   | 18     | 6      | 1             | 0             | 2        | 0        | —               | —               | —     | —     | 21       | 6        |
| Crystal Palace               | Összesen       | Összesen       | 58     | 11     | 5             | 0             | 4        | 0        | —               | —               | 2     | 0     | 69       | 11       |
| Wigan Athletic               | 2009–10        | Premier League | 14     | 1      | 0             | 0             | 0        | 0        | —               | —               | —     | —     | 14       | 1        |
| Wigan Athletic               | 2010–11        | Premier League | 21     | 1      | 2             | 0             | 3        | 1        | —               | —               | —     | —     | 26       | 2        |
| Wigan Athletic               | 2011–12        | Premier League | 38     | 6      | 1             | 0             | 0        | 0        | —               | —               | —     | —     | 39       | 6        |
| Wigan Athletic               | 2012–13        | Premier League | 1      | 0      | 0             | 0             | 0        | 0        | —               | —               | —     | —     | 1        | 0        |
| Wigan Athletic               | Összesen       | Összesen       | 74     | 8      | 3             | 0             | 3        | 1        | —               | —               | —     | —     | 80       | 9        |
| Chelsea                      | 2012–13        | Premier League | 23     | 1      | 5             | 2             | 3        | 2        | 10              | 5               | 2     | 0     | 43       | 10       |
| Chelsea                      | 2015–16        | Premier League | 0      | 0      | 0             | 0             | 0        | 0        | 0               | 0               | 1     | 0     | 1        | 0        |
| Chelsea                      | 2016–17        | Premier League | 34     | 3      | 4             | 0             | 2        | 1        | —               | —               | —     | —     | 40       | 4        |
| Chelsea                      | 2017–18        | Premier League | 28     | 3      | 3             | 0             | 2        | 0        | 4               | 0               | 1     | 1     | 38       | 4        |
| Chelsea                      | 2018–19        | Premier League | 2      | 0      | 0             | 0             | 1        | 0        | 2               | 0               | 1     | 0     | 6        | 0        |
| Chelsea                      | Összesen       | Összesen       | 87     | 7      | 12            | 2             | 8        | 3        | 16              | 5               | 5     | 1     | 128      | 18       |
| Liverpool (kölcsönben)       | 2013–14        | Premier League | 19     | 1      | 2             | 1             | 1        | 0        | —               | —               | —     | —     | 22       | 2        |
| Stoke City (kölcsönben)      | 2014–15        | Premier League | 19     | 3      | 2             | 1             | 2        | 0        | —               | —               | —     | —     | 23       | 4        |
| West Ham United (kölcsönben) | 2015–16        | Premier League | 21     | 1      | 4             | 1             | 1        | 0        | —               | —               | —     | —     | 26       | 2        |
| Fenerbahçe (kölcsönben)      | 2018–19        | Süper Lig      | 14     | 4      | 0             | 0             | —        | —        | 2               | 0               | —     | —     | 16       | 4        |
| Fenerbahçe (kölcsönben)      | 2019–20        | Süper Lig      | 6      | 1      | 1             | 0             | —        | —        | —               | —               | —     | —     | 7        | 1        |
| Fenerbahçe (kölcsönben)      | Összesen       | Összesen       | 20     | 5      | 1             | 0             | —        | —        | 2               | 0               | —     | —     | 23       | 5        |
| Internazionale (kölcsönben)  | 2019–20        | Serie A        | 11     | 0      | 3             | 0             | —        | —        | 2               | 0               | —     | —     | 16       | 0        |
| Teljes karrier               | Teljes karrier | Teljes karrier | 309    | 36     | 32            | 5             | 19       | 4        | 20              | 5               | 7     | 1     | 387      | 51       |

1. ↑  magában foglalja a Championship rájátszásásban való pályára lépeseit
2. ↑  magában foglalja a négy pályára lépesét és az egy gólját a Bajnokok ligájában, hat pályára lépését és négy gólját a Európa-ligájában
3. ↑  magában foglalja a pályára lépéseit a Klubvilágbajnokságon
4. 1 2 3  magában foglalja a pályára lépéseit a Angol szuperkupán
5. ↑  magában foglalja a négy pályára lépeseit a Bajnokok ligájában
6. 1 2 3  magában foglalja a pályára lépéseit az Európa-ligában

| Nigéria csapat | Évek     | Pályára lépés | Gól |
| -------------- | -------- | ------------- | --- |
| Nigéria        | 2012     | 6             | 2   |
| Nigéria        | 2013     | 11            | 4   |
| Nigéria        | 2014     | 6             | 1   |
| Nigéria        | 2015     | 0             | 0   |
| Nigéria        | 2016     | 4             | 2   |
| Nigéria        | 2017     | 3             | 1   |
| Nigéria        | 2018     | 7             | 2   |
| Összesen       | Összesen | 37            | 12  |